# L'Aiguillon
L'Aiguillon è un comune francese di 396 abitanti situato nel dipartimento dell'Ariège nella regione dell'Occitania.

## Società

### Evoluzione demografica
Abitanti censiti